# Félix Bermudes
Félix Redondo Adães Bermudes OSE (Santo Ildefonso, Porto, 4 de Julho de 1874 — São Sebastião da Pedreira, Lisboa, 5 de Janeiro de 1960) foi um escritor e dramaturgo português. Foi ainda o 10º presidente do Sport Lisboa e Benfica em 1916 e de 1945 a 1946, clube que também representara enquanto atleta.

## Carreira
Nasceu a 4 de julho de 1874, na Rua de Santo Ildefonso, n.º 71, 1.º andar, no Porto, mas apenas foi batizado a 21 de junho de 1880, já após a morte do pai, o comerciante galego natural de Pontevedra, Félix Redondo Adães. A mãe, Cesina Ramona Bermudes, era também galega e natural da Corunha. Foi padrinho de batismo o 2.º Conde de Samodães, Francisco de Azeredo Teixeira de Aguilar. Era irmão do arquiteto Arnaldo Adães Bermudes. Foi para Lisboa, onde tirou o Curso Superior de Comércio.
Impôs-se desde muito cedo, ao lado de Cosme Damião, primeiro como atleta e, mais tarde, como dirigente. Praticou futebol, atletismo, ténis, ciclismo, tiro desportivo, esgrima, hipismo e natação.
A 23 de abril de 1899, casou primeira vez, na igreja paroquial de Santa Isabel, em Lisboa, com Maria Clara de Sá Sarmento Pimentel de Barros e Vasconcelos (Santa Isabel, Lisboa, 31 de outubro de 1879 — Santo Ildefonso, Porto, 12 de março de 1903), filha de Marciano Augusto de Barros e Vasconcelos e de Maria da Assunção Teixeira de Sá Sarmento.
A 24 de julho de 1907, casou segunda vez, na igreja paroquial de São Julião, em Lisboa, com Cândida Emília dos Reis Borges (Santos-o-Velho, Lisboa, c. 1878), filha de José Borges, natural de Braga (freguesia de Adaúfe), e de Maria da Conceição de Lacerda Reis Borges, natural de Torres Vedras (freguesia de Turcifal). Foi padrinho de casamento o arquiteto Arnaldo Adães Bermudes, irmão de Félix. Deste casamento nasceram a futura médica obstreta Cesina Bermudes, Clara Bermudes e Fernando Bermudes.
Particularmente marcante terá sido a sua acção em 1906, quando, com Cosme Damião, evitou o desmoronamento do SL Benfica, contribuindo com dinheiro próprio para o efeito.
No seu primeiro mandato, o Benfica inicia uma série de três vitórias consecutivas no Campeonato de Lisboa (1915/1916, 1916/1917 e 1917/1918). Praticante de tiro, participou nos Jogos Olímpicos de Antuérpia, em 1920, e de Paris, em 1924.
A 28 de Julho de 1925 foi feito Oficial da Ordem Militar de Sant'Iago da Espada.
A 27 de Outubro de 1934 foi feito 53.º Sócio Honorário do Ginásio Clube Figueirense.
No último ano, em 1944/1945, sagrou-se campeão nacional e resolveu o intrincado problema da sede da Rua Gomes Pereira, através da compra do edifício por 700.000$00 escudos, a liquidar em 15 anos.
Quando da sua segunda passagem pelo clube, em 1945/1946 (em 1930, não aceitou tomar a posse), o jornal "Os Sports", onde publicou muitos poemas, deu ênfase ao facto de Félix Bermudes pertencer a uma equipa de dirigentes que honram um clube e de significar para os mais novos a exemplar conduta para um irmão mais velho.

## Cultura
Bermudes foi igualmente um homem de cultura, tendo deixado o seu nome ligado a um sem-número de peças teatrais, comédias, revistas (p. ex. a revista ilustrada Cine de 1934), e guiões de cinema, sendo da sua autoria, em parceria com Ernesto Rodrigues e João Bastos, o guião do peça O Leão da Estrela, adaptada posteriormente para o cinema por Arthur Duarte.
Era membro da Sociedade Teosófica Portuguesa, tendo participado em 1926 no Congresso Estrela do Oriente, em Ommen, Países Baixos.
Foi um dos membros fundadores da Sociedade de Escritores e Compositores Teatrais Portugueses, primeira designação da Sociedade Portuguesa de Autores e foi seu presidente de 1928 até 1960, sucedendo no cargo a Júlio Dantas. Colabarou na adaptação da legislação portuguesa sobre propriedade intelectual ao texto da Convenção sobre Propriedade Intelectual. Foi vice-presidente da Federação Internacional da Sociedade de Homens de Letras.
Em 1933, escreveu o texto da opereta "O Timpanas", com música de Frederico de Freitas.
Foi o criador do hino do Benfica, "Avante, Avante p'lo Benfica". O Sport Lisboa e Benfica foi obrigado pela Ditadura a deixar de usar esse hino, pela conotação Comunista da palavra "Avante", especialmente combinada com a cor encarnada.[carece de fontes?]
Também colaborou na revista O Palco (1912). É ainda famosa a sua tradução do poema If, de Rudyard Kipling.
Morreu a 5 de janeiro de 1960, aos 85 anos, numa clínica situada na Avenida António Augusto de Aguiar, n.º 15, R/C, freguesia de São Sebastião da Pedreira, em Lisboa, vítima de leucemia aguda. Foi sepultado em campa rasa, no Cemitério do Alto de São João.